# James Chitalu
James Chitalu (ur. 15 grudnia 1961) – zambijski piłkarz grający na pozycji obrońcy.

## Kariera klubowa
W swojej karierze piłkarskiej Chitalu grał w klubie Kabwe Warriors.

## Kariera reprezentacyjna
W 1988 roku Chitalu został powołano go do kadry na Igrzyska Olimpijskie w Seulu. Na tym turnieju zagrał w jednym meczu, grupowym z Irakiem (2:2).